# Nanorana liebigii
Espèce
Synonymes
- Megalophrys gigas Blyth, 1854 "1855"
- Rana liebigii Günther, 1860
- Paa liebigii (Günther, 1860)

Statut de conservation UICN

 LC  : Préoccupation mineure
Nanorana liebigii est une espèce d'amphibiens de la famille des Dicroglossidae.

## Répartition
Cette espèce se rencontre entre 1 500 et 3 500 m d'altitude :
- au Bhoutan ;
- dans le nord de l'Inde au Jammu-et-Cachemire, en Himachal Pradesh, en Uttarakhand, au Sikkim, au Bengale-Occidental ;
- au Népal ;
- en Chine dans le sud de la Région autonome du Tibet.

## Étymologie
Cette espèce est nommée en l'honneur de Justus von Liebig.

## Publication originale
- Günther, 1860 : Contribution to the knowledge of the reptiles of the Himalaya mountains. Proceedings of the Zoological Society of London, vol. 1860, p. 148-175 (texte intégral).